# Intrångsundersökning
Intrångsundersökning är beteckningen på en av domstol beslutad åtgärd för att säkra bevis i en rättegång oftast rörande påstått upphovs- eller varumärkesintrång. 
Regler om intrångsundersökning infördes i svensk rätt 1999.
Intrångsundersökning kan ske enligt 
- Varumärkeslagen (2010:1877)[1]
- Lagen (1960:729) om upphovsrätt till litterära och konstnärliga verk (Upphovsrättslagen)[2]
- Patentlagen (1967:837)[3]
- Mönsterskyddslagen (1970:485)[4]
- Lagen (2018:1653)[5]
- Lagen (1992:1685) om skydd för kretsmönster[6] eller
- Växtförädlarrättslagen (1997:306)[7]

Om det skäligen kan antas att någon har gjort eller medverkat till ett varumärkesintrång, får domstolen för att bevisning ska kunna säkras om intrånget besluta att en undersökning får göras hos denne för att söka efter föremål eller handlingar som kan antas ha betydelse för en utredning om intrånget (intrångsundersökning).
Ett beslut om intrångsundersökning meddelas av den domstol där rättegång som rör intrånget pågår. Om rättegång inte är inledd, gäller i fråga om behörig domstol vad som är bestämt om tvistemål som rör intrång det vill säga i allmänhet det forum där svaranden är bosatt eller har sitt säte.
Domstolen kan meddela interimistiskt beslut, utan att den part hos vilken intrångsundersökningen ska genomföras, hörts om "ett dröjsmål skulle medföra risk för att föremål eller handlingar som har betydelse för utredning om intrånget skaffas undan, förstörs eller förvanskas".
Sökanden ska ställa säkerhet för den skada som kan tillfogas motparten.
Ett beslut om intrångsundersökning skall innehålla uppgifter om 
1. vilket ändamål undersökningen skall ha,
2. vilka föremål och handlingar som det får sökas efter, och
3. vilka utrymmen som får genomsökas.

Om det behövs, skall domstolen även förordna om andra villkor för verkställandet. 
En intrångsundersökning är att betrakta som ett tvångsmedel. Därför ska en intresseavvägning ske vid en prövningen. Det innebär att ett beslut om undersökning endast får meddelas, om åtgärden uppväger det intrång eller det men i övrigt som åtgärden innebär för den som drabbats av den eller för något annat motstående intresse.
Ett beslut om intrångsundersökning gäller omedelbart. Om ansökan om verkställighet inte har gjorts inom en månad från beslutet, förfaller det.
Vid en intrångsundersökning kan olika typer av handlingar bli aktuella att eftersöka. 
Det kan handla om affärshandlingar eller andra handlingar som berör verksamheten till exempel affärsavtal, inköpsorder, fakturor eller ritningar och andra beskrivningar.
Dessa typer av handlingar kan utgöra bevis för omfattningen av intrånget. Det kan vara bokföringsmaterial, redovisningshandlingar, kontoutdrag, e-mail, anteckningsböcker, kataloger och prislistor
Det har även varit avsikten att inkludera elektroniska handlingar.
I praktiken är det vanligt att elektroniska handlingar eftersöks. Det gäller särskilt vid upphovsrättsintrång, där det ofta rör sig om rättigheter till datorprogram. Vanligen är det ett stort antal olika dataprogram som skall eftersökas. 
Undersökningen får inte gå längre än vad som är motiverat i varje enskilt fall.
Vissa typer av handlingar får inte eftersökas, trots att de kan tänkas ha betydelse för utredningen. Detta gäller handlingar som omfattas av
tystnadsplikt. Skriftliga handlingar som enligt 27 kap. 2 § rättegångsbalken inte får tas i beslag, ska inte få eftersökas vid en intrångsundersökning. Exempelvis får bestämmelsen konsekvensen att handlingar som upprättats av advokat, dennes biträde eller annat juridiskt biträde ska undantas från undersökningen. Skriftliga meddelanden mellan närstående får inte heller eftersökas. 
Intrångsundersökningen verkställs av kronofogdemyndigheten. Kostnaderna för en undersökning skall bekostas av sökanden. Kostnaderna kan bli avsevärda om dataexpertis måste anlitas. Undersökningen ska verkställas skyndsamt.
Kronofogdemyndigheten ska föra protokoll över vad som kommer fram. I protokollet ska anges vilka utrymmen som genomsöks och vilka eftersökta handlingar och föremål som påträffas. Handlingarna och föremålen skall beskrivas så ingående som det krävs för att intrångsundersökningens syfte ska kunna uppfyllas. Om handlingarna eller föremålen kopierats eller fotograferats, ska detta anges i protokollet. Detsamma gäller om en film- eller ljudupptagning görs.
Protokollet ska färdigställas omedelbart i samband med att undersökningen avslutas. Kronofogdemyndigheten ska även skriftligen underrätta domstolen, när verkställigheten avslutats. Allt material rörande en intrångsundersökning ska förvaras hos kronofogdemyndigheten

## Fotnoter
1. ↑  9 kap. Varumärkeslagen (2010:1877)
2. ↑  56a § Lagen (1960:729) om upphovsrätt till litterära och konstnärliga verk
3. ↑  59a § Patentlagen (1967:837)
4. ↑  37a § Mönsterskyddslagen (1970:485)
5. ↑  6 kap. (2018:1653) om företagsnamn
6. ↑  12a § Lagen (1992:1685) om skydd för kretsmönster
7. ↑  7a § Växtförädlarrättslagen (1997:306)
8. ↑  9 kap. 5 § Varumärkeslagen (2010:1877)
9. ↑  10 kap. 1 § Rättegångsbalken (1942:740)
10. ↑  9 kap. 6 § Varumärkeslagen (2010:1877)
11. ↑  59b § 2 stycket Patentlagen (1967:837)
12. ↑  37b § 2 stycket Mönsterskyddslagen (1970:485)
13. ↑  6 kap. 2 § Lagen (2018:1653) om företagsnamn
14. ↑  12b § 2 stycket Lagen (1992:1685) om skydd för kretsmönster
15. ↑  9 kap. 7b § 2 stycket Växtförädlarrättslagen (1997:306)
16. ↑  9 kap. 7 § Varumärkeslagen (2010:1877)
17. ↑  9 kap. 5 § 2 stycket Varumärkeslagen (2010:1877)
18. ↑  9 kap. 9 § Varumärkeslagen (2010:1877)
19. ↑  27 kap. 2 § Rättegångsbalken (1942:740)
20. ↑  NJA 1990 s. 537
21. ↑  17 kap. 2 § Utsökningsbalken (1981:774)
22. ↑  18 kap. 6a § Utsökningsförordning (1981:981)
23. ↑  18 kap. 6a § 3 stycket Utsökningsförordning (1981:981)